# Carl Gunschmann
Carl Gunschmann (* 18. Dezember 1895 in Darmstadt, Deutschland; † 26. September 1984 in Darmstadt) war ein deutscher Maler. Neben der Malerei beschäftigte er sich von 1915 bis Ende der 1920er Jahre mit Radierungen, Lithografien und Holz- bzw. Linolschnitten. Im Zweiten Weltkrieg wurde ein großer Teil seines Frühwerks, einschließlich der meisten Druckstöcke, zerstört.

## Leben
Carl Gunschmann begann 1910 ein Kunststudium mit einem Stipendium des Hessischen Großherzogs in der Malschule von Adolf Beyer, brach jedoch dieses nach kurzer Zeit ab. Zwei Jahre später verlegte er zusammen mit Hans Schiebelhuth seinen Wohnsitz nach München und lernte dort Else Lasker-Schüler, Karl Wolfskehl, Fritz Usinger und Adam Antes kennen. 1914 vermittelte ihm der damalige Generaldirektor der Frankfurter Museen, Georg Swarzenski, einen Studienaufenthalt in Paris. Gunschmann kehrte aber bei Kriegsausbruch zusammen mit Paul Thesing nach Deutschland zurück. Dort absolvierte er den Militärdienst in einer Schreibstube in Friedberg. Während des Ersten Weltkrieges fertigte er für den Darmstädter Verlag und dessen Zeitschrift Die Dachstube Grafiken an und arbeitete mit Pepy Würth, Carlo Mierendorff, Theodor Haubach und Kasimir Edschmid zusammen. 1918 veröffentlichte Die Dachstube die Mappe Köpfe mit 6 Linolschnitten von Gunschmann. Außerdem schmückte er Gedichtbände von Fritz Usinger (Der ewige Kampf 1918 / Irdisches Gedicht, 1927), Wilhelm Merck (Verse, 1918) und Max Krell (Entführung, 1921) mit seinen Original-Grafiken. Auch der Fritz Gurlitt Verlag in Berlin publizierte 1921 in kleinster Auflage zwei Mappenwerke mit Lithografien (Kompositionen) bzw. Radierungen (Akte) von Carl Gunschmann. Bereits 1917 nahm er in Frankfurt a. M. auch an einer vielbeachteten Gemeinschaftsausstellung expressionistischer Künstler der Galerie Schames teil.
Nach den Revolutionswirren 1919 gründete er mit Kasimir Edschmid die Darmstädter Sezession. Seine bevorzugte Thematik in dieser Zeit waren Menschen in paradiesischen Urzuständen, expressionistische Darstellungen von Badenden und Liebenden. Nach 1920 folgten vor allem Stillleben und Porträts im Stil der Neuen Sachlichkeit. Bis 1933 stellte sich eine rege Ausstellungs- und Jurorentätigkeit bei Gunschmann ein. 1920 heiratete er seine erste Frau, die Schauspielerin Käte Meissner.
1937 zog Gunschmann mit seiner zweiten Ehefrau Marga Roeder wieder nach München. 1938 wurde sein Sohn Peter Gunschmann geboren und die Familie zog nach Gstadt am Chiemsee. Vier Jahre nach dem Ende des Zweiten Weltkrieges, 1949, erhielt Gunschmann den Georg-Büchner-Preis. Es folgte eine Beteiligung an Ausstellungen der Neuen Darmstädter Sezession, die mit einer Rückkehr in die Geburtsstadt 1952 verbunden war. 1957 wurde Gunschmann schließlich Präsident der Neuen Darmstädter Sezession und heiratete in dritter Ehe Annemarie Kattler. 1966 wurde er Ehrenpräsident der Sezession. Vom Beginn der 1970er Jahre bis zu seinem Tod litt der Künstler am Grauen Star und erblindete nach einigen Jahren vollständig. Carl Gunschmann starb am 26. September 1984 in Darmstadt. Sein künstlerischer Nachlass wird von seinem Enkel Gorry Gunschmann gepflegt, der zum 125. Geburtstag seines Großvaters dessen Werkverzeichnis online stellte.

## Preise und Auszeichnungen
- 1949 Georg-Büchner-Preis
- 1960 Bronzene Verdienstplakette der Stadt Darmstadt
- 1965 Silberne Verdienstplakette der Stadt Darmstadt
- 1966 Ernennung zum Ehrenpräsidenten der „Neuen Darmstädter Sezession“
- 1975 Johann-Heinrich-Merck-Ehrung
- 1978 Verdienstkreuz 1. Klasse der Bundesrepublik Deutschland[4]